# Uszkowice
Uszkowice – wieś na Ukrainie w rejonie lwowskim (wcześniej w rejonie przemyślańskim) należącym do obwodu lwowskiego.

## Położenie
Na podstawie Słownika geograficznego Królestwa Polskiego i innych krajów słowiańskich: Uszkowice to wieś w powiecie przemyślańskim, 3 km na południowy zachód od Przemyślan.

## Historia
W II Rzeczypospolitej wieś w powiecie przemyślańskim województwa tarnopolskiego.
W 1921 wieś liczyła 166 zagród i 920 mieszkańców. W 1931 zagród było 170 a mieszkańców 1047. 
W czasie okupacji niemieckiej mieszkająca tutaj polska rodzina Sierów ukrywała czworo Żydów z rodziny Winterów, za co w 1992 roku Instytut Jad Waszem uhonorował tytułami Sprawiedliwych wśród Narodów Świata Jana i Marię Sierów oraz ich dzieci Michała, Anastazję i Piotra.
26 marca 1944 r. nacjonaliści ukraińscy z OUN-UPA spalili folwark i zamordowali 10 mieszkańców wsi narodowości polskiej. W następnych miesiącach także 3 innych Polaków.

## Dwór
- dwór wybudowany na początku XIX w. w stylu klasycystycznym stał do 1939 r.[5]